# Morón (Venezuela)
Morón es una población venezolana, capital del Municipio Juan José Mora, ubicada en la Región Central de Venezuela en el Estado Carabobo. Es un complejo urbano-industrial de primer orden en Venezuela, seguido de Puerto Cabello.
En sus inmediaciones se encuentra empresas de gran importancia estratégicas como la Refinería El Palito, la planta termogeneradora más grande de Venezuela, Planta Centro y el Complejo Petroquímico Morón (Pequiven). En Morón convergen la Troncal 1 y la Troncal 3, carreteras que comunica la Región Central de Venezuela con el occidente. Según para el 2016 se calculó una población de 73 023 habitantes.
Morón, es la Primera Encrucijada, más importante del Estado Carabobo debido a su fama y particularidad que la caracteriza, es el punto más visitado por personas que viajan hacia las playas del Estado Falcón y a su vez la playa de Palma Sola que está al norte del municipio. Esta encrucijada comunica al Estado Carabobo con: Yaracuy, Falcón y de igual manera estos estados se comunican con Carabobo y al Municipio Puerto Cabello.

## Sitios turísticos
- Playa Palma Sola

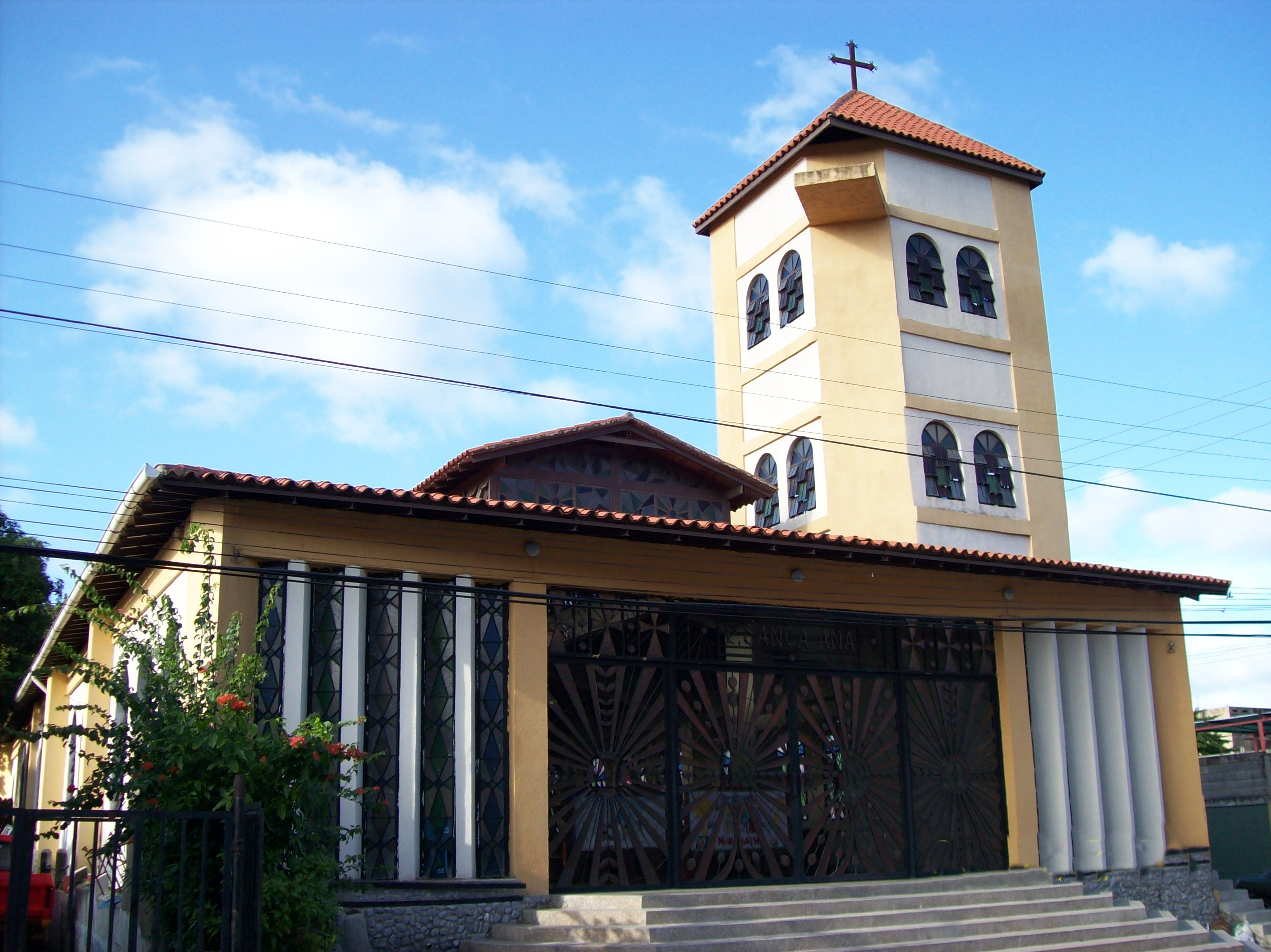
Iglesia Santa Ana de Morón.

- Casa de la Cultura en el casco histórico de Morón
- Iglesia Santa Ana
- Monumento El Zancudo (también en el casco histórico)
- Plaza Bolívar en el pleno rayo de sol en el centro de la ciudad
- Estadio Jesús Uribe cerca del Cachicamo

- Parador turístico Los Animalitos

## Medios de comunicación

### Radios FM
- Viento Sur 88.5 FM Página web: http://www.radiolibrevientosur.com.ve/ (enlace roto disponible en Internet Archive; véase el historial, la primera versión y la última).
- Morón Stereo 90.7 FM Página web: http://www.ustream.tv/channel/moron-estereo-90-7 Archivado el 26 de enero de 2022 en Wayback Machine.
- La voz de Morón 93.5 FM Página web: http://lavozdemoron935fm.com.ve/
- Mix 94.3 FM Página web: https://web.archive.org/web/20170621135657/http://www.mix943fm.com/
- Luz y Paz 101.1 FM
- Arquisan radio 98.3 FM
- Radio Costa FM - Un Estilo Diferente. La Primera Radio Online del Municipio. Web http://radiocostafm.net.ve/ Archivado el 10 de mayo de 2021 en Wayback Machine.

## Sectores conocidos
Esta población cuenta con las siguientes urbanizaciones y asentamientos irregulares (conocidos como barrios):   
- Urbanización Coro
- Barrio el Carmen
- La Esperanza
- El Minuto
- La Rosa
- La Victoria
- Mitrano
- San Diego
- Las Parcelas
- Santa Ana
- La Charneca
- Santa Rita
- Fundamorón
- Banco Obrero
- Urama
- Alpargatón
- Tres de Mayo
- Barrio La Rosa
- Palma Sola
- San Pablo de Urama
- Sanchón
- El Trapiche
- El Inca
- Los Ganzos
- Boca de Yaracuy
- Colinas de mara
- Colinas de Pequiven
- La Volkswagen
- Barrio Alegre
- Los Olivos
- El Mamon
- El Minuto

## Empresas en la Región
Esta población tiene en su territorio y sitios aledaños centros de producción eléctrica y otros centros de producción de distintas empresas, ellas son:
- PDVSA (Refinería el Palito)Refinería El Palito (2012)

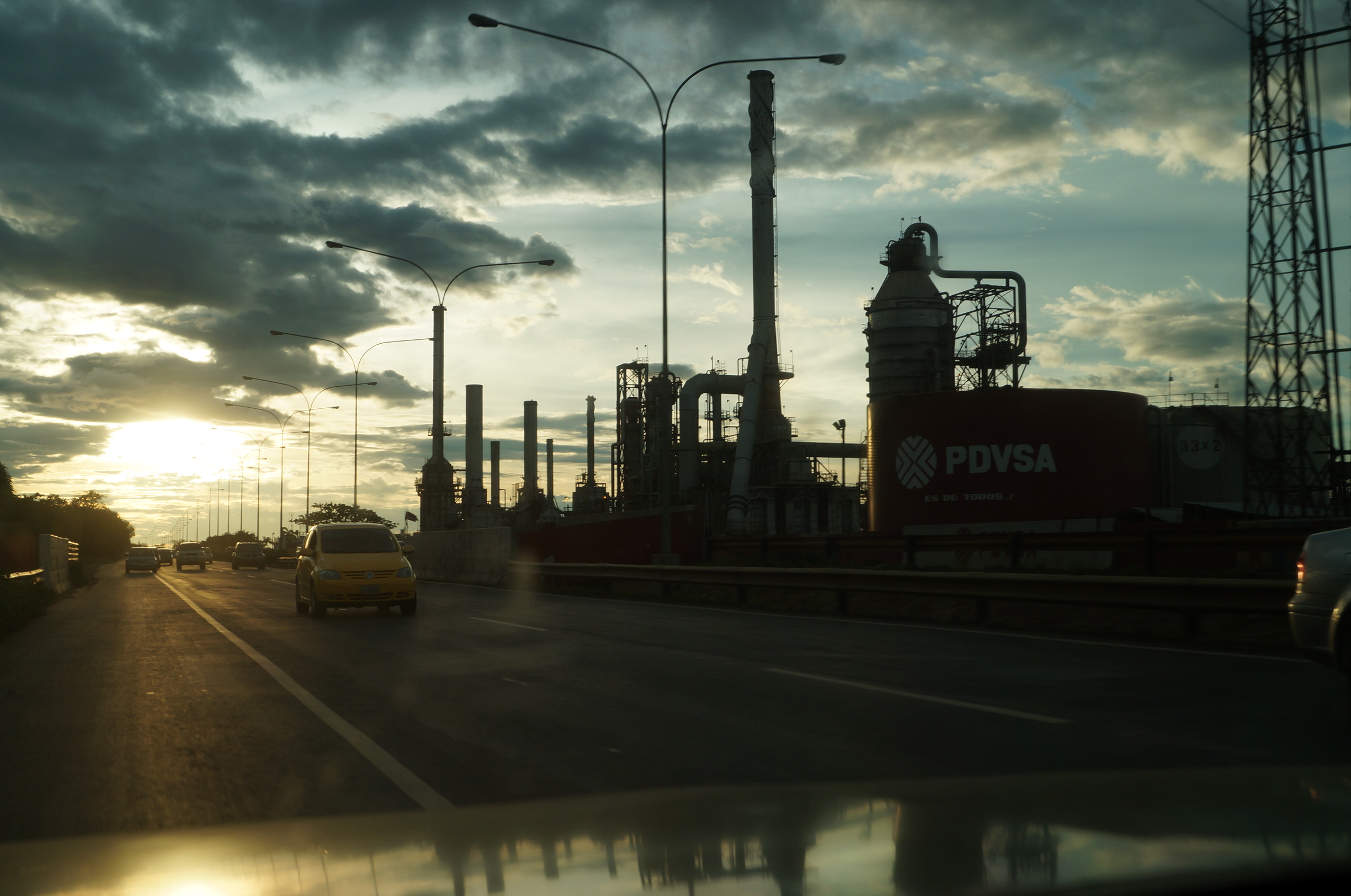
Refinería El Palito (2012)

- Corpoelec (Planta Centro)Planta Centro en el año 2010.
- Pequiven
- Invepal
- Cavim
- Panadería La Central
- Produven
- Ferralca
- Tripoliven
- Extintores Domínguez

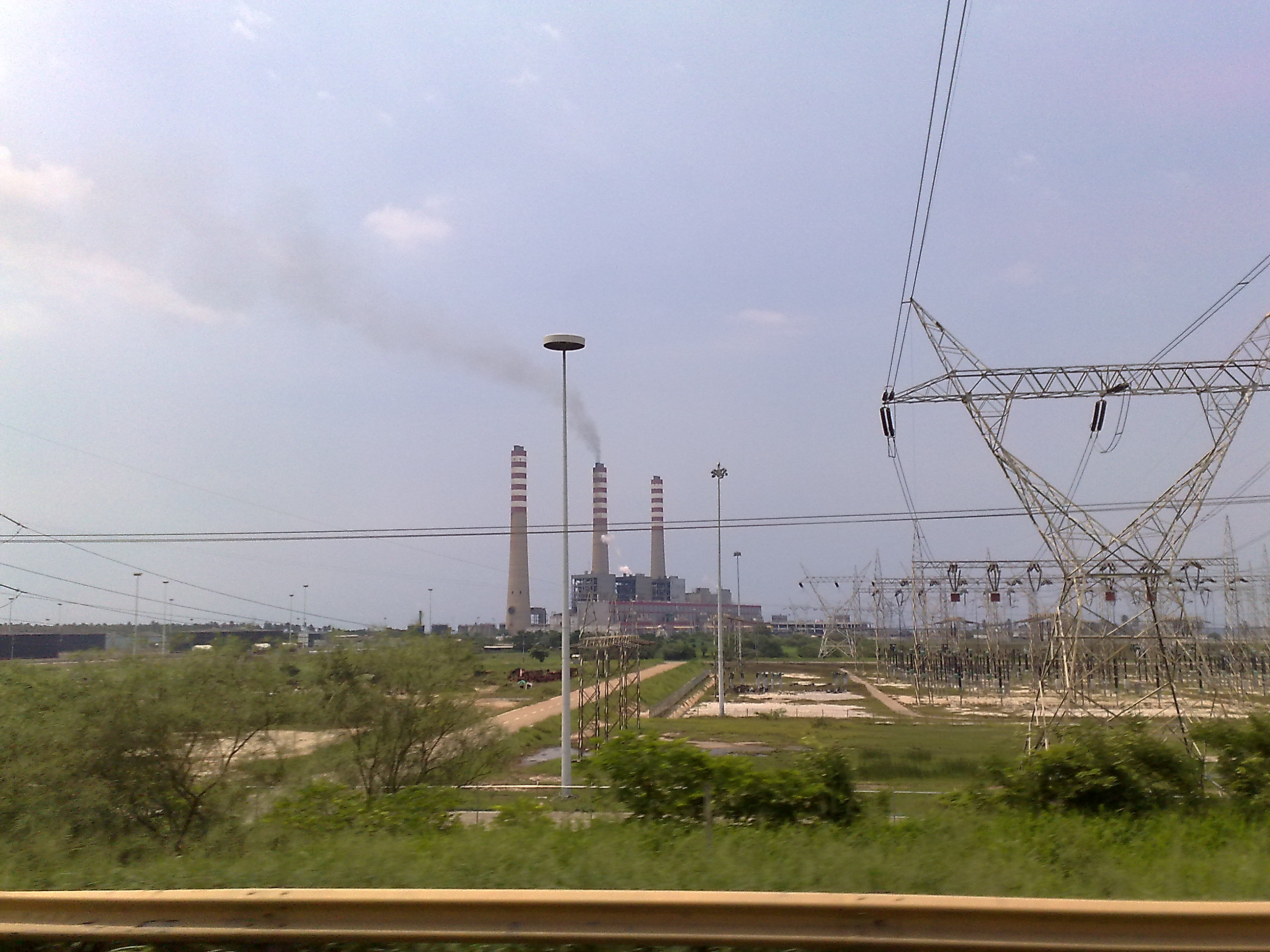
Planta Centro en el año 2010.

- Centro Integral de Salud Laboral Saserprica
- Volkswagen de Venezuela
- Ferretería Popular
- Cooperativa 8 Estrellas 043 R.L

## Historia
En 1936 Morón fue seleccionada para el inicio de la primera campaña antimalárica en Venezuela. 1945 se rocía por primera vez el D.D.T en Venezuela para combatir la malaria, actualmente existe un monumento al zancudo ubicado en el centro del municipio conmemorativo al inicio de la erradicación de la epidemia.

## Personajes Destacados
- Antonio José Bañes Canelón